# Eidgenössische Ethikkommission für die Biotechnologie im Ausserhumanbereich
Die Eidgenössische Ethikkommission für die Biotechnologie im Ausserhumanbereich (EKAH) (französisch Commission fédérale d’éthique pour la biotechnologie dans le domaine non humain, italienisch Commissione federale d’etica per la biotecnologia nel settore non umano) ist gemäss Art. 23 des Bundesgesetzes über die Gentechnik im Ausserhumanbereich eine beratende ausserparlamentarische Verwaltungskommission. Sie berät den Bundesrat und die Behörden des Bundes und der Kantone bei der Gesetzgebung und beim Vollzug von Erlassen im Bereich der ausserhumanen Biotechnologie. Die Kommission wurde am 27. April 1998 vom Bundesrat eingesetzt. Administrativ ist sie dem Bundesamt für Umwelt (BAFU) im Departement für Umwelt, Verkehr, Energie und Kommunikation (UVEK) zugeordnet.

## Mandat
Die Kommission verfolgt und beurteilt aus ethischer Sicht die Entwicklungen und Anwendungen der Biotechnologie und nimmt zu damit verbundenen wissenschaftlichen und gesellschaftlichen Fragen aus ethischer Sicht Stellung. Sie berät
- a. den Bundesrat beim Erlass von Vorschriften
- b. die Behörden des Bundes und der Kantone beim Vollzug. Insbesondere nimmt sie Stellung zu Bewilligungsgesuchen oder Forschungsvorhaben von grundsätzlicher oder beispielhafter Bedeutung; sie kann zu diesem Zweck Unterlagen einsehen, Auskünfte erheben sowie weitere Sachverständige beiziehen.

Sie arbeitet mit anderen eidgenössischen und kantonalen Kommissionen zusammen, die sich mit Fragen der Biotechnologie befassen.
Sie führt den Dialog mit der Öffentlichkeit über ethische Fragen der Biotechnologie. Sie erstattet dem Bundesrat periodisch Bericht über ihre Tätigkeit.

## Mitglieder
Die Kommission setzt sich zusammen aus 12 verwaltungsexternen Fachleuten der Ethik sowie weiteren Personen aus anderen Fachrichtungen, welche über wissenschaftliche oder praktische Kenntnisse der Ethik verfügen. In der Kommission müssen unterschiedliche ethische Ansätze vertreten sein.
Die Mitglieder der Kommission werden vom Bundesrat für eine Legislaturperiode von vier Jahren gewählt.
- Klaus Peter Rippe (Präsident), Professor für Praktische Philosophie, Rektor der Pädagogischen Hochschule Karlsruhe (D) und Leiter des Büros «ethik im diskurs», Zürich
- Markus Arnold († 2020), Ethikdozent und Studienleiter am Religionspädagogischen Institut der Universität Luzern
- Monika Betzler, Professorin für Praktische Philosophie und Ethik an der Ludwig-Maximilians-Universität München
- Christine Clavien, Maître d’Enseignement et de Recherche (MER) für Philosophie am Institut Éthique Histoire Humanités (iEH2) der Universität Genf
- Eva Gelinksy, Wissenschaftliche Mitarbeiterin bei ProSpecieRara, Mitarbeiterin bei der Interessengemeinschaft für gentechnikfreie Saatgutarbeit (IG Saatgut)
- Greta Guarda, Assistenzprofessorin für Biologie an der Fakultät für Biologie und Medizin der Universität Lausanne
- Gérald Hess, Maître d’Enseignement et de Recherche (MER) für Ethik und Umweltphilosophie an der Fakultät für Geowissenschaften und Umwelt der Universität Lausanne
- Tosso Leeb, Professor für veterinärmedizinische Genetik und Tierzucht und Direktor des Instituts für Genetik an der Vetsuisse-Fakultät der Universität Bern
- Matthias Mahlmann: Professor für Rechtstheorie, Rechtssoziologie und Internationales Öffentliches Recht am Rechtswissenschaftlichen Institut der Universität Zürich
- Jean-Marc Neuhaus, Professor für Biochemie und Molekularbiologie am Botanischen Institut der Universität Neuchâtel
- Otto Schäfer, Beauftragter für Theologie und Ethik des Schweizerischen Evangelischen Kirchenbundes (SEK/FEPS) in Bern
- Markus Wild, Professor für theoretische Philosophie am Philosophischen Seminar an der Universität Basel

## Sekretariat
Die Kommission wird von einem wissenschaftlichen Sekretariat unterstützt. Das Sekretariat untersteht fachlich dem Präsidium der Kommission und ist administrativ dem Bundesamt für Umwelt zugeordnet.

## Publikationen

### Die wichtigsten Stellungnahmen der Kommission
- Die Würde des Tieres, Eine gemeinsame Stellungnahme der Eidgenössischen Ethikkommission für Gentechnik im ausserhumanen Bereich und der Eidgenössischen Kommission für Tierversuche zur Konkretisierung der Würde der Kreatur beim Tier, 2001.
- Patente auf Tiere und Pflanzen – Ein Diskussionsbeitrag, 2001.
- Gentechnik fürs Essen – Ethische Überlegungen zum Inverkehrbringen von Lebens- und Futtermitteln, 2003.
- Gentechnik und Entwicklungsländer – Ein Beitrag zur Diskussion aus ethischer Perspektive, 2004.
- Forschung an Primaten – Eine ethische Bewertung, Bericht der Eidgenössischen Kommission für Tierversuche und der Eidgenössischen Ethikkommission für die Biotechnologie im Ausserhumanbereich, 2006.
- Die Würde der Kreatur bei Pflanzen. Die moralische Berücksichtigung von Pflanzen um ihrer selbst willen, 2008.[2]
- Synthetische Biologie. Ethische Überlegungen, 2010.
- Freisetzung gentechnisch veränderter Pflanzen – ethische Anforderungen, 2012.
- Ethischer Umgang mit Fischen, 2014.
- Forschungsfreiheit und Biosicherheit – Ethische Überlegungen am Beispiel von Dual use research of concern, 2015.
- Neue Pflanzenzüchtungsverfahren – ethische Überlegungen, 2016.

### Buchreihe «Beiträge zur Ethik und Biotechnologie»
In der Reihe «Beiträge zur Ethik und Biotechnologie» erscheinen Expertenberichte, die im Auftrag der Eidgenössischen Ethikkommission für die Biotechnologie im Ausserhumanbereich verfasst wurden. Sie liefern Grundlagen für die Auseinandersetzung mit den ethischen Aspekten der Biotechnologie und dienen als Arbeitspapiere der Kommission.
- Band 1: Andreas Bachmann, Nano(bio)technologie – Eine ethische Auslegeordnung, 2006.
- Band 2: Jürg Stöcklin, Die Pflanze – Moderne Konzepte der Biologie, 2007.
- Band 3: Andreas Brenner, Leben – Eine philosophische Untersuchung, 2007.
- Band 4: Benjamin Rath, Ethik des Risikos – Begriffe, Situationen, Entscheidungstheorien und Aspekte, 2008.
- Band 5: Joachim Boldt, Oliver Müller, Giovanni Maio, Synthetische Biologie – Eine ethisch-philosophische Analyse, 2009.
- Band 6: Bernard Baertschi. La vie artificielle. Le statut moral des êtres vivants artificiels, 2009.
- Band 7: Arianna Ferrari, Christopher Coenen, Armin Grunwald, Arnold Sauter, Animal Enhancement – Neue technische Möglichkeiten und ethische Fragen, 2010.
- Band 8: Peter Kunzmann, Nikolaus Knoepffler, Primaten – Ihr moralischer Status, 2011.
- Band 9: Helmut Segner, Fish – Nociception and pain. A biological perspective, 2012.
- Band 10: Markus Wild, Fische – Kognition, Bewusstsein und Schmerz. Eine philosophische Perspektive, 2012.
- Band 11: Biosecurity und Publikationsfreiheit – Die Veröffentlichung heikler Forschungsdaten im Spannungsfeld von Freiheit und Sicherheit. Eine grundrechtliche Analyse, 2014.

## Trivia
Für die Anerkennung der Pflanzenwürde wurde die EKAH zusammen mit allen Bürgern der Schweiz im Jahr 2008 von der Anti-Nobelpreis-Jury im Bereich „Frieden“ ausgezeichnet.